# كريستوفر كيني
كريستوفر كيني (بالإنجليزية: Christopher Kinney)‏ هو متزلج جماعي أمريكي، ولد في 9 نوفمبر 1988.

## روابط خارجية
- كريستوفر كيني على موقع الاتحاد الدولي لألعاب القوى (الإنجليزية)
- كريستوفر كيني على موقع IBSF (الإنجليزية)
- كريستوفر كيني على موقع اللجنة الأولمبية الدولية (الإنجليزية)
- كريستوفر كيني على موقع أوليمبيديا (الإنجليزية)
- كريستوفر كيني على موقع اللجنة الأولمبية والبارالمبية الأمريكية (الإنجليزية)